# La strada dei Samouni
La strada dei Samouni è un film documentario del 2018 diretto da Stefano Savona e scritto dal regista stesso insieme a Penelope Bortoluzzi e
Léa Mysius. Il film, che racconta la storia di una famiglia di proprietari rurali insediati nella periferia di Gaza, è stato girato con tecnica mista. Le animazioni del film sono state curate dal disegnatore e illustratore marchigiano Simone Massi.
Il film è stato presentato il 18 maggio 2018 nella sezione Quinzaine des Réalisateurs del Festival di Cannes 2018 aggiudicandosi il Premio della Giuria Oeil d'Or come miglior film documentario.
È stato, inoltre, realizzato grazie al supporto del Ministero dei beni e delle attività culturali e del turismo (MiBACT) e della Cineteca del Comune di Bologna.

## Trama
Una comunità di contadini, i Samouni,radicata da parecchie generazioni presso Gaza, si trova ad affrontare, nel gennaio del 2009, una tragedia: ventinove componenti la comunità, uomini, donne e bambini, sono stati massacrati durante un'operazione condotta da un'unità di élite dell'esercito israeliano allo scopo di mettere fine ai lanci di missili di Hamas dalla Striscia di Gaza.

## Distribuzione

### Data di uscita
- Francia: 10 maggio 2018 (Quinzaine des Réalisateurs, Festival di Cannes)
- Francia: 7 novembre 2018
- Italia: 24 giugno 2018 (Animavì - Festival Internazionale del Cinema di Animazione Poetico)

## Premi e riconoscimenti
- 2018 - Festival di Cannes
  - Premio della Giuria Oeil d'Or al miglior documentario a Stefano Savona[1][2]
- 2018 - Bergen International Film Festival
  - Nomination Miglior documentario a Stefano Savona
- 2018 - Dokufest
  - Nomination Human Rights Award a Stefano Savona
- 2018 - El Gouna Film Festival
  - Nomination Golden Star for Documentary a Stefano Savona
- 2019 - David di Donatello
  - Nomination 'David di Donatello per il miglior documentario a Stefano Savona
- 2019 - Nastro d'argento
  - Nomination 'Nastro d'argento al miglior documentario a Stefano Savona
- 2019 - Premio Flaiano
  - Miglior animazione a Simone Massi[3]
- 2019 - Bari International Film Festival
  - Miglior documentario a Stefano Savona
- 2019 - Thessaloniki Documentary Festival
  - Nomination Amnesty International Award a Stefano Savona